# Alan Ladd Jr.
Alan Ladd, Jr. (Los Angeles, 22 ottobre 1937 – Los Angeles, 2 marzo 2022) è stato un produttore cinematografico statunitense.
Figlio dell'attore Alan Ladd e fondatore della The Ladd Company, è noto per avere dato il benestare a George Lucas per la realizzazione di Guerre stellari (1977) e per averne assistito il finanziamento quando il Board of Directors era deciso, causa budget sforato, a farne cessare la produzione.

## Biografia
Inizia nel 1963 come agente alla Creative Management Associates. Nel 1969 si trasferisce a Londra come produttore, realizzando nove film in quattro anni. Nel 1973 torna negli USA e viene nominato capo del dipartimento creativo della 20th Century Fox. Dopo tre anni pieni di successi, diventa presidente della 20th Century Fox, e durante la sua presidenza vengono realizzati film epocali come Guerre stellari (1977) e Alien (1979). Nel 1979 tuttavia lascia il posto per diventare produttore indipendente, e fonda la The Ladd Company, con la quale produrrà film maestosi come Momenti di gloria (1980) e Blade Runner (1982) e altri da incassi record, come Scuola di polizia (1984).
Nel 1985 diventa presidente della MGM/UA e CEO della Pathé Entertainment, periodo durante il quale produce film come Stregata dalla luna (1987), Un pesce di nome Wanda (1988) e Thelma & Louise (1990). Lasciata anche la MGM/UA, Ladd riformerà la The Ladd Company con l'appoggio della Paramount Pictures, nel 1993. In questi anni produce film da botteghino come The Brady Bunch Movie (1995) e colossal pluripremiati come Braveheart - Cuore impavido (1995). Nel 2001 Ladd separa la sua The Ladd Company dalla Paramount Pictures per operare come produttore indipendente. Da allora realizza due film importanti, Il vento del perdono (2005) di Lasse Hallström, e il premiato Gone Baby Gone (2007) di Ben Affleck.

## Filmografia

### Produttore

#### Come Alan Ladd, Jr.
- La ragazza con il bastone (The Walking Stick) (1970)
- Sapore di donna (Tam Lin) (1970)
- A Severed Head (1970)
- Il mascalzone (Villain) (1971)
- Gli ultimi sei minuti (Fear Is the Key) (1972)
- X Y e Zi (Zee and Co) (1972)
- Vice Versa - Due vite scambiate (Vice Versa), regia di Brian Gilbert (1988)
- The Brady Bunch Movie (1995)
- Braveheart - Cuore impavido (Braveheart) (1995)
- The Phantom (The Phantom) (1996)
- A Very Brady Sequel (1996)
- La maschera di ferro (The Man in the Iron Mask) (1998)
- Il vento del perdono (An Unfinished Life) (2005)
- Gone Baby Gone (2007)

#### Come The Ladd Company
- Divine Madness (Bette Midler is Divine Madness) (1980)
- Atmosfera zero (Outland) (1981)
- Brivido caldo (Body Heat) (1981)
- Troppo belle per vivere (Looker) (1981)
- Blade Runner (1982)
- Night Shift - Turno di notte (Night Shift) (1982)
- Love Child (1982)
- Cinque giorni una estate (Five Days One Summer) (1982)
- Un incurabile romantico (Lovesick) (1983)
- Star 80 (1983)
- Uomini veri (The Right Stuff) (1983)
- Scuola di polizia (Police Academy) (1984)
- Dimensione inferno (Purple Hearts) (1984)
- Scuola di polizia 2 - Prima missione (Police Academy 2: Their First Assignment) (1985)
- Prigione modello (Doin' Time) (1985)
- Braveheart - Cuore impavido (Braveheart) (1995)
- The Phantom (1996)
- A Very Brady Sequel (1996)
- Il vento del perdono (An Unfinished Life) (2005)
- Gone Baby Gone (2007)